# アーリントン・スタジアム
アーリントン・スタジアム（Arlington Stadium）は、アメリカ合衆国のテキサス州アーリントンにかつて存在した野球場。
MLBテキサス・レンジャーズが1972年から1993年まで本拠地にしていた。
1965年にマイナーリーグAA級ダラス・フォートワース・スパーズの本拠地としてオープン。球場名はターンパイク・スタジアム（Turnpike Stadium ）だった。
しかし、1972年にワシントン・セネターズがテキサスに移転。「メジャーにふさわしい球場を」ということで拡張工事が行われ、球場名もアーリントン・スタジアムに変更された。
大リーグ史上最も暑い球場と言われている。特に夏場は、日曜日のゲームでも暑さしのぎのためナイターで開催せざるをえなかった。
1994年に取り壊され、跡地は現在レンジャーズ・ボールパーク・イン・アーリントンの駐車場の一部になっている。

## 主要な出来事
- 1965年4月23日、開場。
- 1972年4月21日、大リーグ公式戦初開催（レンジャーズ 7－6 エンゼルス）。
- 1989年8月22日、ノーラン・ライアンが史上初の通算5000奪三振を達成した。
- 1991年5月1日、ノーラン・ライアンがブルージェイズ戦で通算7度目のノーヒットノーランを達成した（レンジャーズ 3－0 ブルージェイズ）。
- 1993年10月3日、ロイヤルズ戦で閉場（ロイヤルズ 4－1 レンジャーズ）。

| 前本拠地： RFKスタジアム 1962 - 1971 | テキサス・レンジャーズの本拠地 1972 - 1993 | 次本拠地： レンジャーズ・ボールパーク 1994 - 2019 |